# 遠友夜学校

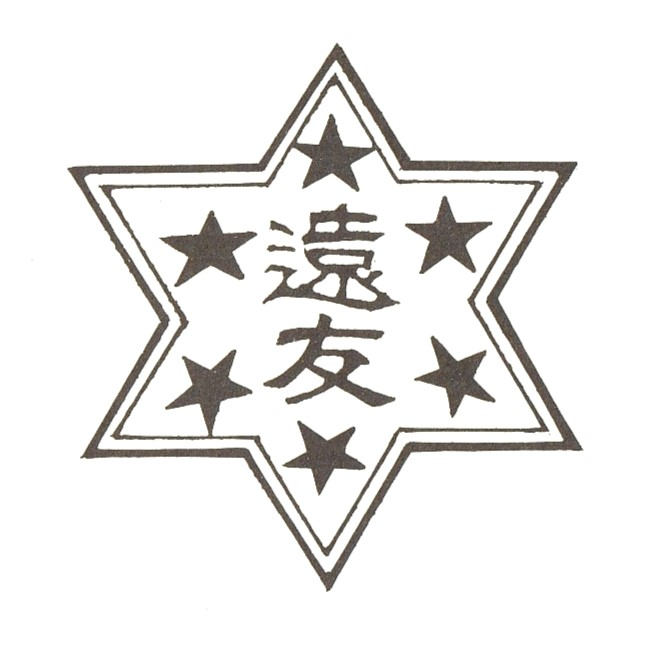
かつての、遠友夜学校校章。

遠友夜学校（えんゆうやがっこう）は、かつて北海道札幌市に存在した夜学校。札幌農学校教授の新渡戸稲造と妻メアリーによって、1894年（明治27年）に開かれた。
学ぶ意欲を持ちながら、昼間は学校に通えない子どもたちを対象とし、市民の協力のもと、宮部金吾・有島武郎・半澤洵といった札幌農学校および後身の北海道帝国大学（北大）の教員が学校を運営した。教師を務めたのは北大の学生らであった。
「遠友」の名は、「友あり遠方より来る、また楽しからずや」の句に由来する。

## 遠友夜学校とは
以下は新渡戸稲造夫妻が1894年（明治27年）に貧しい子どもたちや晩学者のために開設した遠友夜学校の生徒募集のビラの一部である。学校はすすき野の東はずれ、札幌市中央区南４条東４丁目、当時、吹き溜まりのように集まった貧しい人々が生活する地域の一角にあった。
遠友夜学校では札幌農学校や後身の北海道帝国大学（北大）の学生たちが無償で先生役を務めた。学用品代も彼らの小遣いから出した。貧困ゆえに学校に行けなかった子どもたちは、この学校を愛し、昼間の労働の後、「裸足で走って学校に行った。」「生徒と教師がこの学校で白熱を愛し合った。」と記録に残っている。

## 遠友夜学校と札幌農学校の交流
遠友夜学校閉校までの50年間にこの学校で学んだものは約５千人を超える。学業の傍ら、ボランティアで教師役を務めた札幌農学校や後身の北海道帝国大学（北大）の学生は500人以上もいた。札幌市の商店主や中小企業の社長の中にもこの遠友夜学校で学んだ人の子息がいる。
また、有島武郎、木原均、鈴木限三、舘脇操、半澤洵、高倉新一郎、石塚喜明ら歴代の著名北大教授も若い頃、この学校の学生教師として恵まれない子どもたちのために教鞭をとっていた。

## 新渡戸稲造と遠友夜学校と現在
北海道大学の前身である札幌農学校の２期生に、新渡戸稲造がいた。内村鑑三（キリスト教の無教会主義を提唱）、宮部金吾（植物学者）とは同期である。
その新渡戸稲造が米国人のメアリー夫人とともに創設したのが、「遠友夜学校」である。遠友のための夜学校という意味だ。
遠友夜学校は、逆境にいて、勉強したくてもできない子どもたちや晩学の人々に無料で教えることをモットーとしていた。札幌市内の豊平川近くの豊かでない地域にその学び舎があった。終戦直前の1944年（昭和19年）まで、明治・大正・昭和と50年間、その役目を果たし続けた。
新渡戸は日本人の精神の拠り所は何か、と西洋人に尋ねられ、答えに窮し、『武士道』という本を著した。英語で記述されている。そして、新渡戸の座右の銘には「逆境は順境なり」という言葉もある。さらに、新渡戸はどんな人でも勉強する権利があるというリベラルな考えを持っていた。
リベラルというのは、垣根をつくらない、という意味である。
閉塞感満載の今だからこそ、そんな新渡戸稲造と遠友夜学校の思想に光を当てる必要がある、と主張する人々がいる。現に、以下のような、様々な動きがある。

### 平成遠友夜学校（北大構内「遠友学舎」を学び舎とする｜北大獣医学部名誉教授：藤田正一校長）の活動
北海道大学創基125周年を記念して大学構内に「遠友学舎」という建物が建った。ここを中心に平成遠友夜学校が開校されている。校長は、元北大副学長の藤田正一である。学内や地域周辺から先生役を請い、地域住民も招いて、勉強会が催されている。無料である。また別の場所で、北大生による学習塾も運営されている。これも無料である。

### 一般社団法人 新渡戸遠友リビングラボ（北大農学部名誉教授：松井博和理事長）の活動
新渡戸遠友リビングラボ（理事長 松井博和）が公表する「活動目的」によると、――新渡戸稲造の教育者、国際平和主義者、札幌遠友夜学校創始者としての人類愛に満ちた高い見識と実践を、市民とともに学び、実践、継承・伝達し、よりよい社会作りのために活動すること――、とある。また、遠友夜学校跡地（現在、新渡戸稲造記念公園となっている。場所は、札幌市中央区南4条東4丁目）に、（仮称）札幌遠友夜学校記念館の建設を目指し鋭意活動している。

### ドキュメンタリー映画『新渡戸の夢』（野澤和之監督）の公開
ドキュメンタリー映画監督として広く知られている野澤和之が、近々公開を予定している映画である。遠友夜学校の閉校後46年が経過して、札幌には自主夜間中学が開校した。その学校の現在の様子や、創設者工藤慶一（2023年時点で75歳）の日常生活にも光を当て、現代版の新渡戸稲造の教育精神をあぶり出そうと目論んでいる。今こそ新渡戸稲造であるという制作側の熱意が垣間見える。

### 『遠友夜学校の遺産はどう伝承されたか―新渡戸稲造の夢を未来へつなぐ年譜―』（白佐俊憲著）の上梓
新渡戸稲造や遠友夜学校の精神を今さら書こうとは思わない、というのが著者白佐俊憲の言葉である。それは専門家に委ね、白佐はこれまで語られてこなかった歴史を年譜として1冊の本にまとめあげた。タイトルは、『遠友夜学校の遺産はどう伝承されたか―新渡戸稲造の夢を未来へつなぐ年譜―』。目的は、今の時代に新渡戸稲造や遠友夜学校の真価を問うためである。

## 沿革略年表
- 1890 年（明治23年）- 札幌独立基督教会有志が「豊平日曜学校」を設立
- 1894 年（明治27年）- 新渡戸稲造・メアリー夫妻が日曜学校を引き継ぎ、夜学校を開設 (新渡戸稲造校長、後に「遠友夜学校」と命名)
- 1895 年（明治28年）- メアリーの寄付により、敷地・建物を購入
- 1897 年（明治30年）- 尋常科・高等科設置、毎夜 2 時間授業を実施 10 月、新渡戸夫妻が札幌を離れる
- 1898 年（明治31年）- 宮部金吾が代表に就任 (～1905 年)
- 1899 年（明治32年）- 第 1 回卒業生を送り出す
- 1900 年（明治33年）- 文部省令に準じた科目の授業を開始
- 1905 年（明治38年）- 大島金太郎が代表に就任 (～1909 年)
- 1908 年（明治41年）- 4 月、文部省令に準じ、高等科 1,2 年を尋常科 5,6 年と改称
- 1909 年（明治42年）- 1 月、有島武郎が代表に就任 (～1914 年) 6 月、新渡戸夫妻来校
- 1910 年（明治43年）- 校舎増改築、新たに高等科を編成
- 1914 年（大正 3 年）- 11 月、蠣崎知二郞が代表に就任 (～1919 年)
- 1916 年（大正 5 年）- 3 月、北海道庁から私立学校の認可を受ける
- 1916 年（大正 5 年）- 4 月、高等科を本科、尋常科を予科と改組
- 1919 年（大正 8 年）- 7 月、野中時雄が代表に就任 (～1920 年)
- 1920 年（大正 9 年）- 11 月、小谷武治が代表に就任 (～1921 年)
- 1921 年（大正10年）- 4 月、予科・本科を初等科 (初等部)・高等科 (廃止予定)へ改 組し、普通科 3 年・補習科 1 年の中等科 (中等部) を新設 6 月、有隣夜学校が独立して学校組織が分裂 同月、半澤洵が代表に就任 (～1944 年)
- 1922 年（大正11年）- 4 月、中等部補習科を廃止し、初等部補習科を設置
- 1923 年（大正12年）- 8 月、北海道庁から財団法人の認可を受ける (代表理事半 澤洵)
- 1924 年（大正13年）- 3 月、中等部第 1 回卒業生を送り出す
- 1926 年（大正15年）- 4 月、高等科を廃止し中学部 4 年制とする
- 1928 年（昭和 3 年）- 2 月、中学部生徒を中心に図書部を設立
- 1931 年（昭和 6 年）- 5 月、新渡戸稲造校長来校
- 1933 年（昭和 8 年）- 10 月、新渡戸稲造逝去
- 1934 年（昭和 9 年）- 新渡戸メアリーが第 2 代校長に就任
- 1938 年（昭和13年）- 9 月、新渡戸メアリー逝去、半澤洵が第 3 代校長に就任
- 1944 年（昭和19年）- 3 月、遠友夜学校を閉校

※上記は、「遠友夜学校の歴史」と題した、2017年11月20日発行・第3版、北海道大学大学文書館発行の電子パンフットに掲載の内容を参考にしている。

## 写真で見る遠友精神の継承

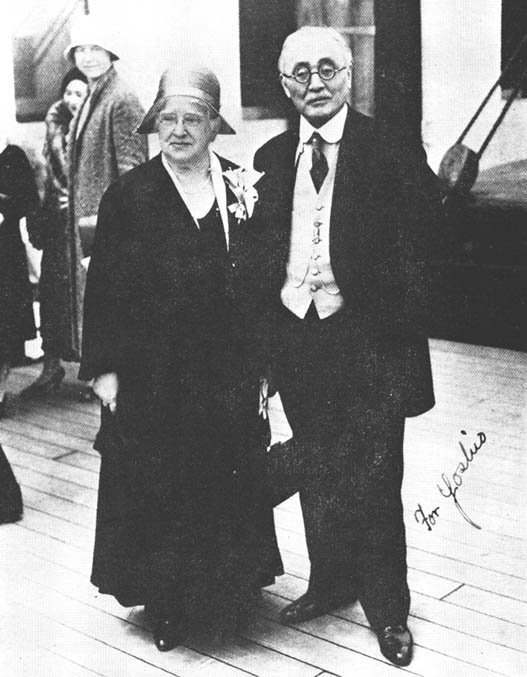
新渡戸稲造、メアリー夫人。夫妻は無名私塾「遠友夜学校」を創設した。1894年（明治27年）のことである。
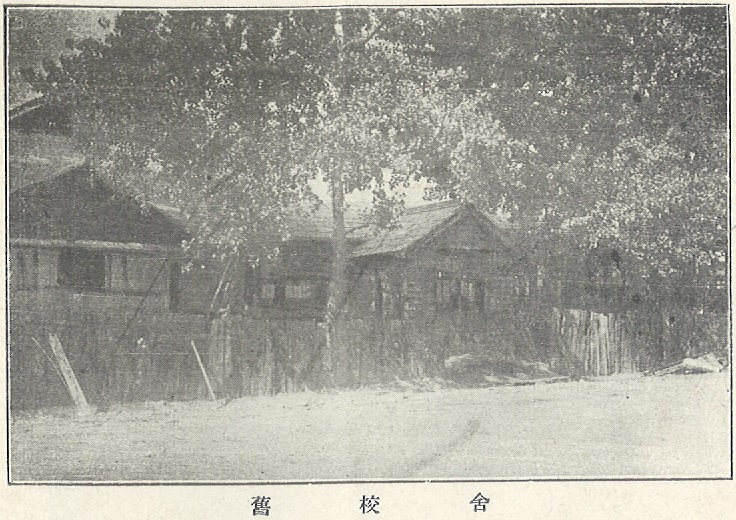
遠友夜学校 旧校舎。土地付きの木造一軒家を買い取り校舎とした。札幌市中央区の豊平橋の近くである。
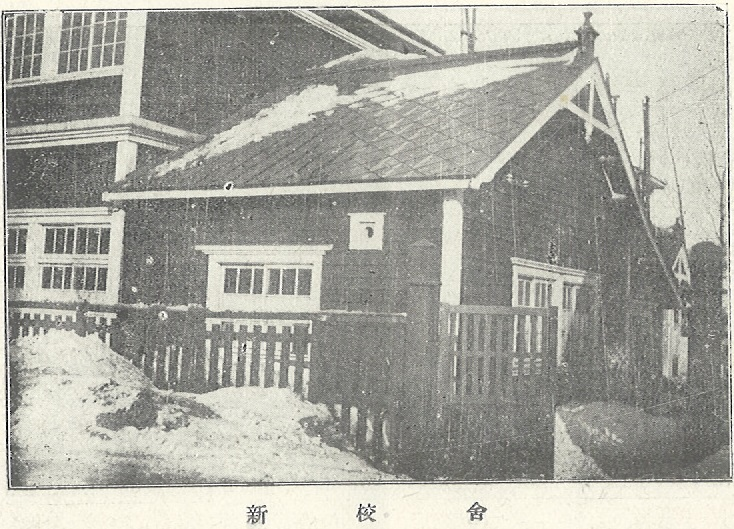
遠友夜学校 新校舎。資材を調達し同じ場所に建設した。現在は存在しない。札幌市中央区の豊平橋の近く。
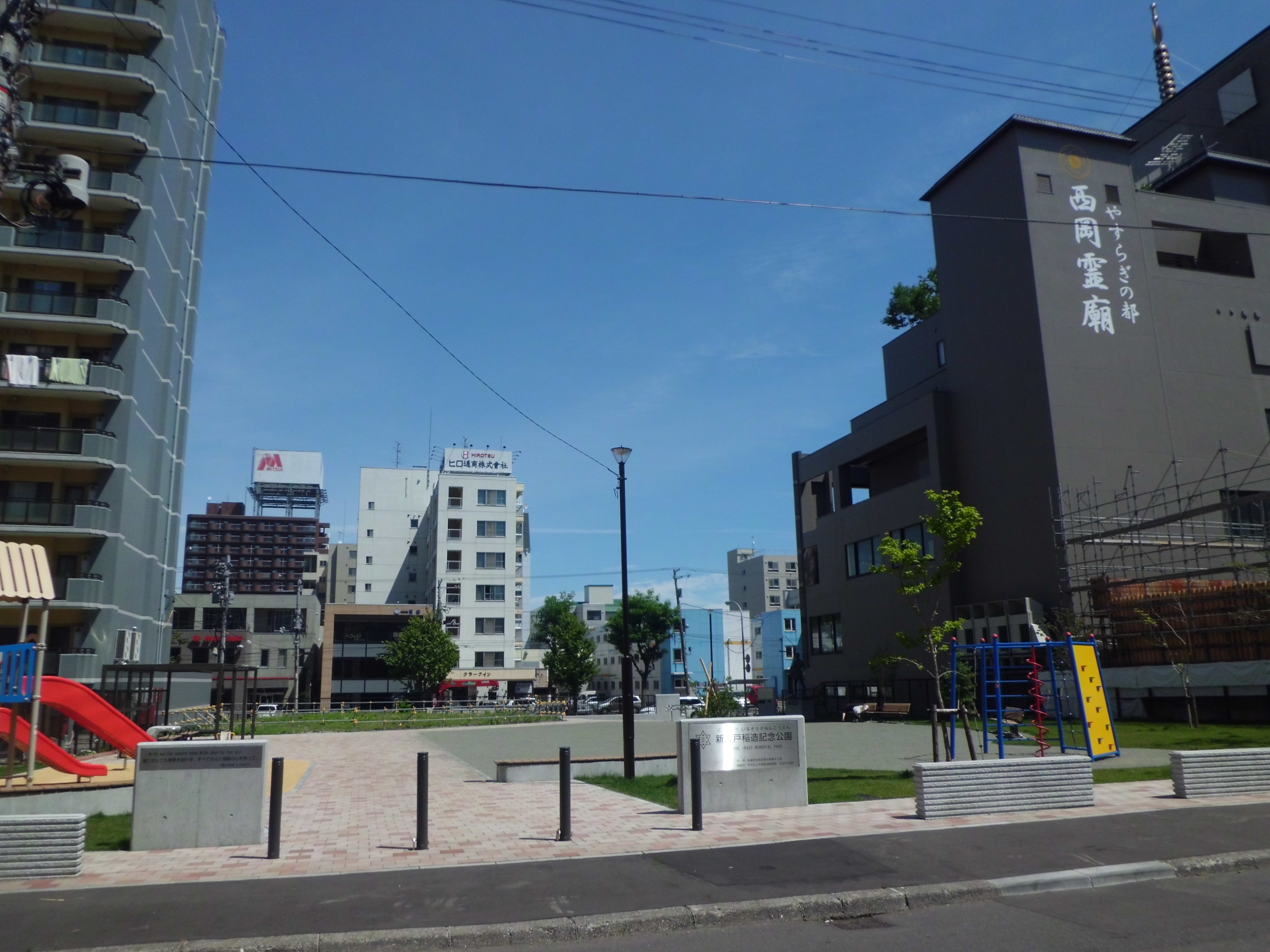
新渡戸稲造記念公園。木造校舎の建っていた場所が、跡地として整備された。札幌市中央区、豊平橋の近く。
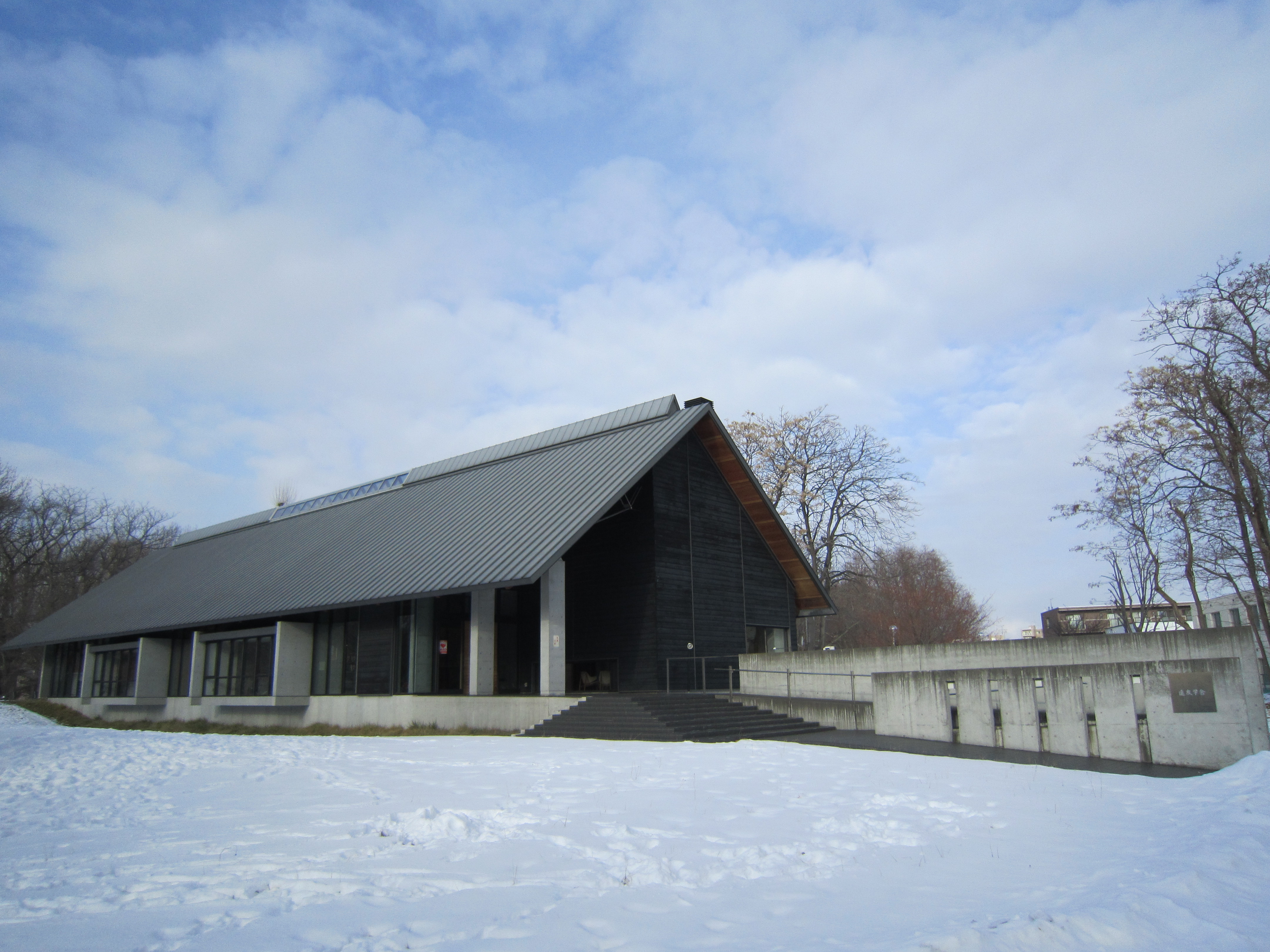
遠友学舎。2001年、北海道大学構内に完成。木造建築である。2005年（平成17年）、平成遠友夜学校が開校した。